# Dlăjko, Șumen
Dlăjko (în bulgară Длъжко) este un sat în comuna Hitrino, regiunea Șumen,  Bulgaria. 

## Demografie
Componența etnică a satului Dlăjko
     Turci (88,59%)
     Nicio identificare (11,4%)
     Altele (0%)
La recensământul din 2011, populația satului Dlăjko era de 149 locuitori. Din punct de vedere etnic, majoritatea locuitorilor (88,59%) erau turci. Pentru 11,4% din locuitori nu este cunoscută apartenența etnică.